# Jeppe z Vršku
Jeppe z Vršku (v jiných překladech Jeppe z Hůrky nebo Jeppe z Kopečku) je divadelní hra, kterou napsal dramatik norského původu Ludvig Holberg v roce 1722 jako v pořadí svou čtvrtou komedii. Jedná se o nejoblíbenější a nejhranější hru tohoto autora.

## Dílo
Komedie je rozdělena do 5 dějství. Drama je jedinou čistě selskou komedií z Holbergovy rané dramatické tvorby. Jeppe je doslova prvním sedlákem, který se dostal na divadelní scénu. Osvícenský dramatik Ludvig Holberg se na rozdíl od svého souputníka francouzského dramatika Molièra nebál přivést na jeviště opovrhovaného lidského jedince (nevolníka). V dramatu nicméně nejde o kritiku nevolníků či sedláků, zápletka hry naopak
kriticky reflektuje společnost a dobové poměry. Ludvig Holberg poznal měšťanské i selské
prostředí na svých cestách po Evropě. Měřítkem lidské důstojnosti mu byla vzdělanost
a zdravý rozum.
Drama se odehrává během dvou dnů na několika různých místech (Jeppeho dům, Jakubova hospoda silnice, zámek, soud) a ukazuje, že i sedlák má své místo a poslání ve společnosti. Kromě sedláka Jeppeho vystupuje ve hře jeho zlá žena Nilla, která Jeppeho lenost trestá karabáčem Erichem. Jakub Švec je vychytralý a proradný hostinský, jenž nabádá Jeppeho k pití kořalky. Vyšší společnost reprezentují čtyři postavy – baron, jeho sekretář a dva lokajové, kteří během hry s Jeppem ztvárňují také sluhy, lékaře či advokáty.
Námět komedie si Holberg vypůjčil z Utopie od Jakoba Bidermanna a ze hry Zkrocení zlé ženy Williama Shakespeara. Motiv života jako snu souvisí také s hrou Život je sen španělského barokního dramatika Pedra Calderóna de la Barci. Českému publiku byla hra poprvé představena pod názvem Proměněný sedlák ve Švandově divadle na Smíchově roku 1927 v režii Julia Lébla. V roce 1942 ji uvedlo Prozatímní divadlo pod názvem Spáč v hlavní roli se Sašou Rašilovem.
V 60. letech 20. století zazářil v této komedii Rudolf Hrušínský starší v pražském Národním divadle v úpravě a režii Jaromíra Pleskota. V dalších rolích se objevili Vladimír Brabec, Josef Abrhám, Josef Kemr, Blažena Holišová a Jan Tříska. Jednalo o adaptaci původního dramatického textu. Jaromír Pleskot zbavil hru rozsáhlých monologů a celkově ji upravil pro české poměry. Inscenace se navzdory enormní popularitě dočkala pouze 31 repríz kvůli infarktu Rudolfa Hrušínského a poté byla stažena z repertoáru. Z inscenace se dochoval pouze neúplný záznam. Tento fragment včetně rozhovoru s režisérem Jaromírem Pleskotem uvedla v roce 2009 Česká televize.

## Děj
Drama vypráví příběh hrubého a někdy až nelidského sedláka Jeppeho, kterému žena Nilla pomocí karabáče Ericha neustále připomíná, kdo je doma pánem. Jeppe si během hry nestěžuje pouze na svou zlou ženu Nillu, ale též na své parohy, které mu nasazuje kostelník, s nímž mu podle hrdinových slov Nilla zahýbá. Hlavní protagonista během dramatu racionálně odůvodňuje své pití jako rozumnou reakci na svůj bídný život. Jeho opilost se mu však vymstí, když ji využíjí tři urození páni pro svou vlastní zábavu. Nechají Jeppeho přenést do zámku a udělají z Jeppeho vládce panství. Pak se touto blamáží baví a sledují, jaká proměna se s Jeppem odehrává. O to tvrdší je Jeppeho procitnutí a návrat k realitě a manželce Nille.

## České překlady
- Jaroslav Káňa
- Jan Rak, 1960
- Božena Kollnová- Ehrmannová, 1963
- Jaromír Pleskot, 1965[4]

## České uvedení
- Proměněný sedlák, Švandovo divadlo na Smíchově, Praha, 1927, režie: Julius Lébl
- Spáč, Prozatímní divadlo, Praha, 1942
- Jeppe z Vršku, Národní divadlo Praha, činohra Národního divadla Praha, prem. 20. 2. 1965, režie: Jaromír Pleskot
- Jeppe z Vršku, Divadlo Petra Bezruče, Ostrava, prem. 22. 12. 1972, režie: Josef Janík
- Jeppe z Vršku, Horácké divadlo, Jihlava, prem. 2. 6. 1979, režie: Vladimír Kelbl
- Jeppe z Vršku, Družstvo divadelní tvorby – DDT Praha, 1983, režie: Hana Burešová
- Napravený sedlák, Slovácké divadlo, Uherské Hradiště, prem. 12. 2. 1983, režie: Antonín Navrátil
- Jeppe z Vršku, Jihočeské divadlo, České Budějovice, prem. 31. 1. 1986, režie: Stanislav Kopecký
- Jeppe z Vršku, Konzervatoř Brno, prem. 2. 4. 1987, režie: Pavel Rímský
- Jeppe z Vršku, Divadlo Vítězného února, Hradec Králové, prem. 19. 12. 1987, režie: Jaromír Staněk
- Jeppe na houpačce, Krušnohorské divadlo, Teplice, prem. 6. 6. 1989, režie: Zbyněk Srba (j.h.)
- Jeppe z Vršku, Brněnská divadla, Divadlo bratří Mrštíků Brno, prem. 17. 3. 1990, režie: Vladimír Kelbl
- Komedie o Jeppem z Vršku, Městské divadlo, Mladá Boleslav, prem. 4. 12. 1998, režie: Daniel Hrbek
- Jeppe řádí aneb Pryč s prachem všednosti, Divadelní spol. Josefa Dvořáka, prem. 11. 12. 2001, režie: Miloš Horanský
- Jeppe z Vršku, Městské divadlo Most, Most, prem. 11. 4. 2003, režie: Jan Šprincl (j.h.)
- Jeppe z Vršku, Divadlo na Jezerce, Praha, prem. 16. 2. 2012, režie: Jan Hrušínský
- Jeppe z Vršku, Těšínské divadlo, Český Těšín, prem. 26. 1. 2013, režie: Jiří Seydler (j.h.)[5]